# 劉校
劉校（1477年—1519年），字宗夏，號南潨，河南承宣布政使司開封府許州郾城县（今河南省漯河市）人，明朝政治人物、進士出身。

## 生平
正德五年（1510年）河南鄉試第三十一名。正德六年（1511年）辛未科會試聯捷第二百九十五名，殿試二甲第一百一十二名進士。七年授刑部主事。劉校為人至孝，八年迎接父亲就養京师，至定州卒于旅次，聞讯星夜奔丧，抱尸痛哭。見父面目有飞尘，以舌润而拭之。服阕，仍补刑部，正德十四年（1519年）明武宗南巡之爭時，因刑部勸阻之疏是其起草，罰跪午門五日，被施廷杖，臨死前大呼：“劉校無恨，恨不見老母耳！”
崇禎十七年（1644年），福王朝廷追諡孝毅。

## 家族
曾祖父劉璣，宣德丁未进士，曾任福建鹽運使、贈大中大夫；祖父劉鏜，曾任陰陽訓術；父親劉倫，贈刑部主事。母胡氏，封太安人。具庆下。弟刘栻、刘朴。